# Вяраті
Вя́раті (ест. Värati küla) — село в Естонії, у волості Тистамаа повіту Пярнумаа.

## Населення
Чисельність населення на 31 грудня 2011 року становила 22 особи.

## Географія
Село розташоване на березі Ризької затоки, на південь від селища Тистамаа, волосного центру.